# Czarne Stopy (powieść)
Czarne Stopy – powieść dla dzieci i młodzieży Seweryny Szmaglewskiej opublikowana po raz pierwszy w 1960 roku.

## Geneza
Szmaglewska napisała książkę „na wyraźne życzenie swych synów”.

## Treść
Jej akcja toczy się po 1952 roku w Górach Świętokrzyskich, w harcerskim obozie w miejscowości Mąchocice. Chłopcy z pięciu harcerskich zastępów: PIHM (skrót od Państwowy Instytut Hydrologiczno-Meteorologiczny), Żurawie, Białe Foki, Kontiki i Czarne Stopy przeżywają różne przygody, a głównym bohaterem jest najmłodszy z harcerzy Marek Osiński.
Książka zawiera także „bogaty opis Puszczy Jodłowej”.

## Odbiór
Książka przyczyniła się do popularyzacji harcerstwa wśród polskiej młodzieży. Cieszyła się dużą popularnością i była przez wiele lat szkolną lekturą.
W 1973 r. opublikowana została kontynuacja powieści, zatytułowana Nowy ślad Czarnych Stóp, której akcja rozgrywa się bezpośrednio po wydarzeniach opisanych w pierwszej części.
W roku 1987 w kinach pojawił się film Czarne Stopy w reżyserii Waldemara Podgórskiego, będący ekranizacją pierwszej powieści.